# ニシムラファミリー
ニシムラファミリー（英: NISHIMURA FAMILY）は、北海道千歳市にある洋菓子店。企業としての株式会社ニシムラファミリーは破産しており、苫小牧市にある「合同会社どさんこエナジー」が事業を譲受して旧千歳本店の店舗を再開した。

## 主な商品
- ユカたん
- レモンケーキ
- 生菓子
- 菓子パン

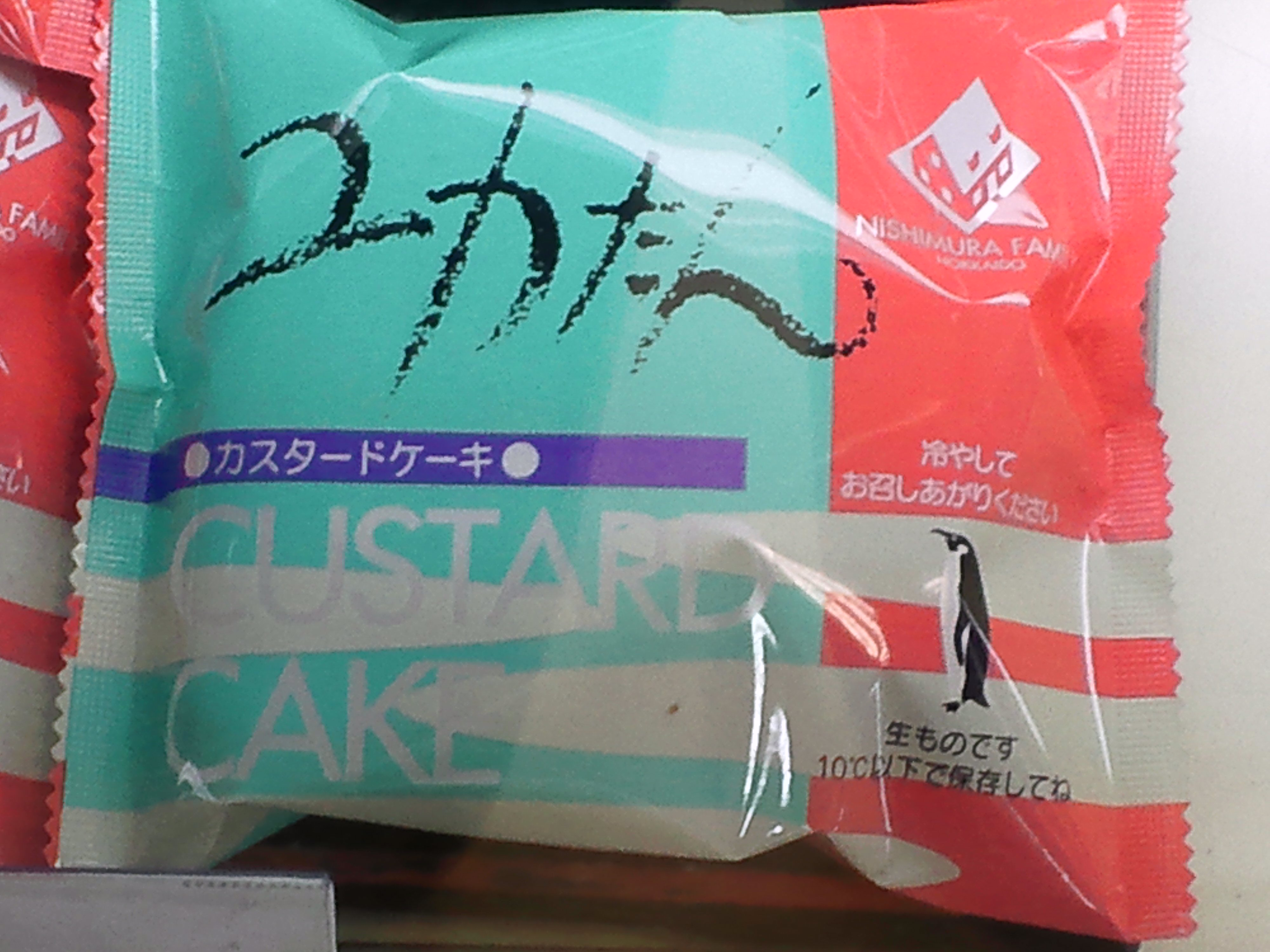
「ユカたん」。西村食品工業として販売していた時とほぼ同じパッケージである（2011年6月）。

## 沿革
- 1977年（昭和52年）：西村食品工業の千歳地区の系列店として、恵庭市の恵庭ホクホーデパート（現在のビッグハウス恵庭店）に工場兼店舗を設置[1]。
- 1990年（平成02年）：現在地に工場兼店舗設置し、本社機能移転[1]。
- 1995年（平成07年）：札幌エンゼル商事設立[1]。
- 2001年（平成13年）：中の島工場開設（2017年に売却）。
- 2003年（平成15年）：西村食品工業が経営破綻し、事業継承。
- 2018年（平成30年）：事業停止[3]。その後、札幌地方裁判所に自己破産を申請し、破産手続開始決定[4]。「どさんこエナジー」が事業を譲受し、再オープン[2]。
- 2019年（令和元年）：法人格消滅。

## 店舗
かつては千歳本店を中心に、生活協同組合コープさっぽろなど道央のスーパーマーケットにテナント出店していた。また、北海道キヨスク（当時）がかつてJR手稲駅（札幌市手稲区）にて展開していたスイーツ専門店「Sweets Station」へも出店していたことがある。
その後どさんこエナジーへの移管後は、どさんこエナジーと同一代表者が経営するニューデジタルケーブルにより、2021年（令和3年）から「ユカたんshop」をキテネ（札幌市手稲区）内と札幌ナナイロ（同市中央区）内に開設し、札幌市内への再出店を果たしている。

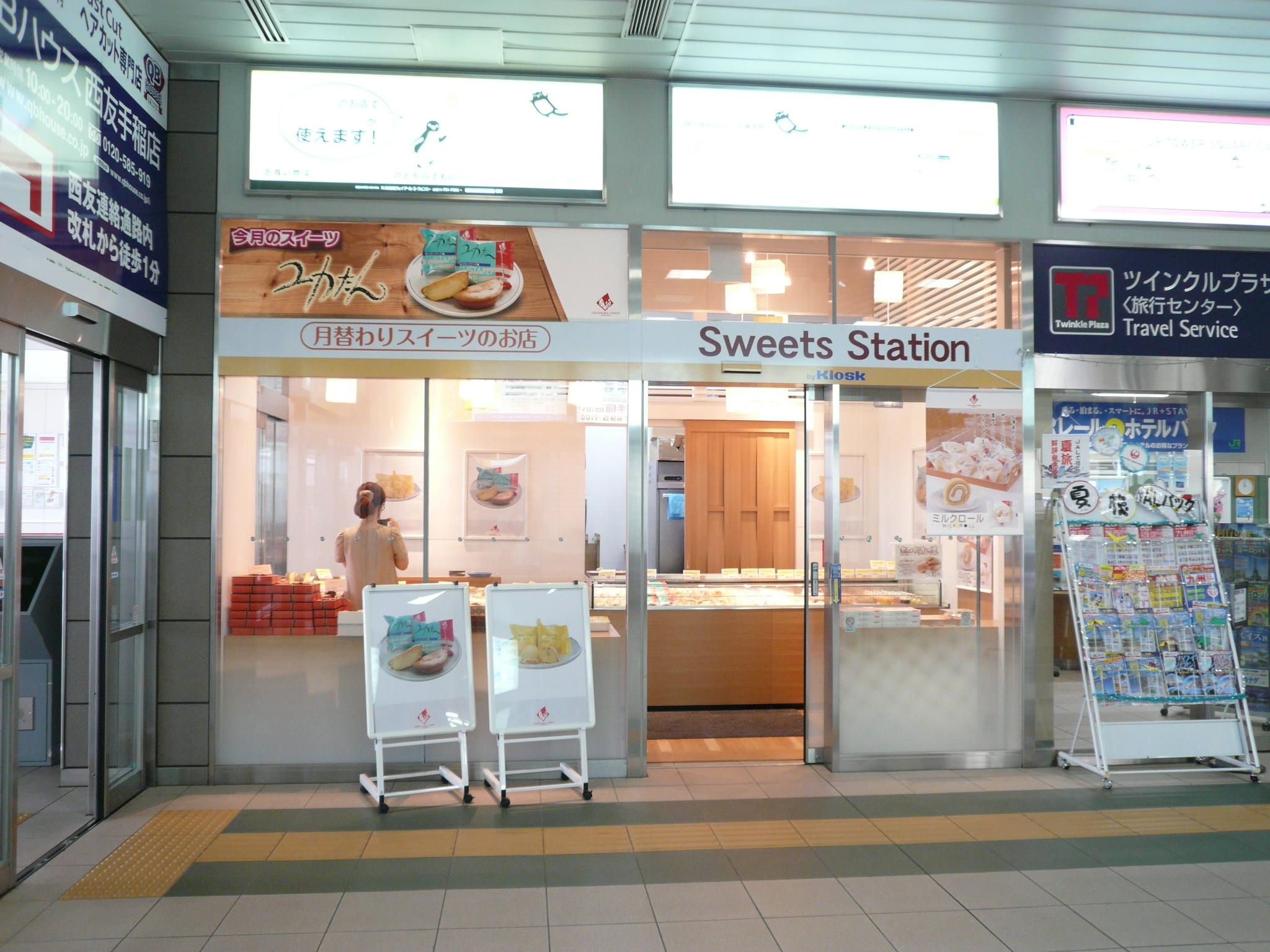
Sweets Station（2011年7月）